# 에드워드 제너

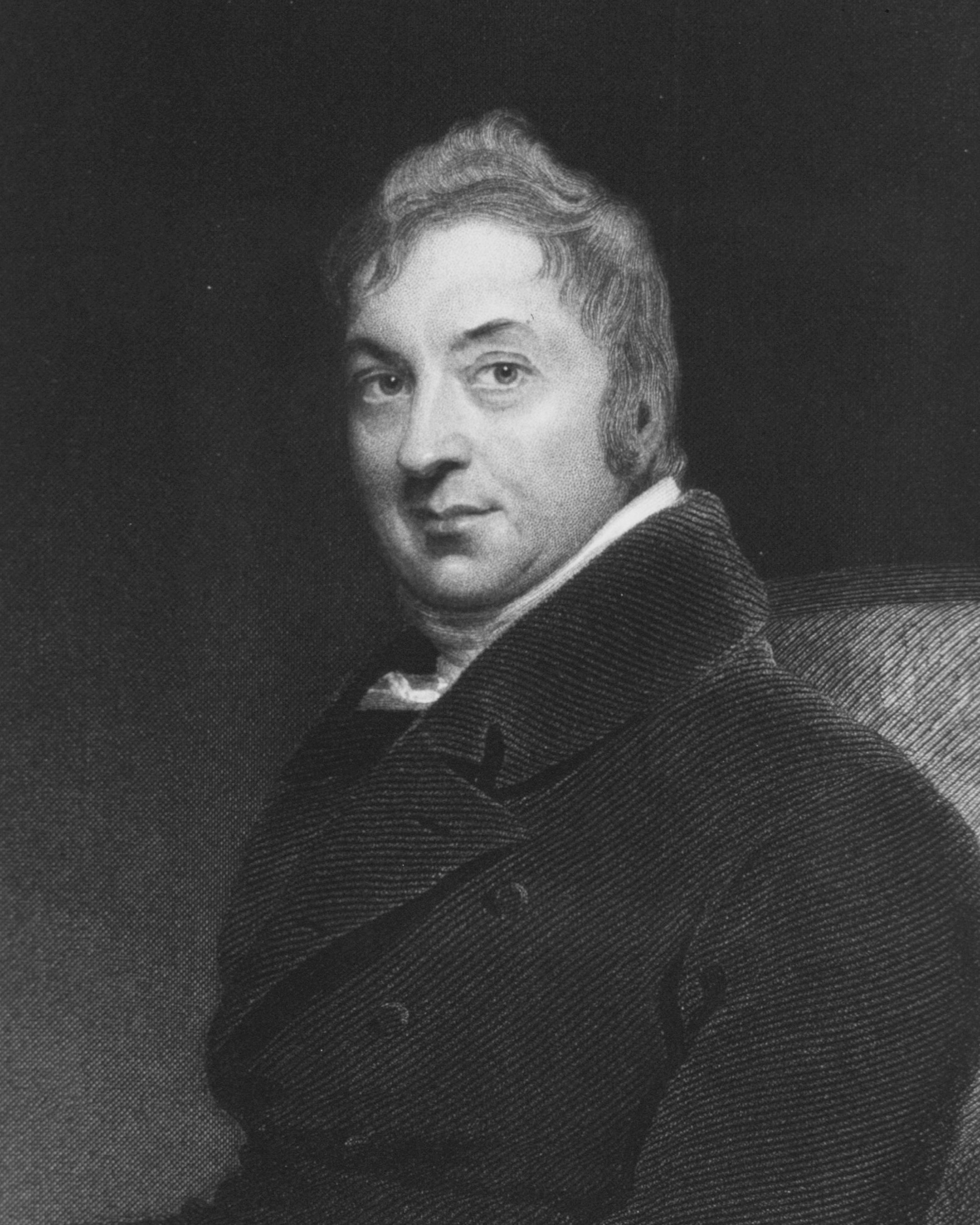
에드워드 제너

에스파 에드워드 제너(Edward Jenner, 1749년 5월 17일 ~ 1823년 1월 26일)는 영국의 의사이다. 우두법의 발견자이자 천연두의 대부다. 글로스터셔 주의 버클리에서 목사의 아들로 태어났다. 제너는 우턴인더에지와 시렌세스터에서 공부를 하고, 1761년에 소드베리에서 일하던 외과 의사 대니얼 러들로의 견습생이 되었다. 1770년부터 2년간, 런던 대학 세인트 조지스 병원의 유명한 외과의사인 존 헌터 밑에서 의학을 배우고, 그들의 우정은 헌터가 1793년 죽을 때까지 계속되었다. 제너는 런던에서 지내는 동안 박물학자 조지 뱅크스 밑에서 일을 하기도 했다. 뱅크스는 탐험가 제임스 쿡 선장(1728-1779)이 첫 번째 남반구 탐험에 나섰을 때 박물학자로 승선해 항해하였다. 1788년에 캐서린 킹스코트와 결혼했다. 1792년, 스코틀랜드의 세인트앤드루스 대학에서 의학 박사 학위를 받았다. 
1773년에 고향 마을에서 개업의가 되었으나, 1775년 무렵에 천연두에 관심을 기울이게 되었는데 이 지방에서는 우유 짜는 부인이 소의 천연두(우두)를 경험한 뒤에는 사람이 앓는 천연두에 걸리지 않는다는 것이 알려져 있었다.
제너는 이러한 사실을 의학에 응용하여 1778년에 그의 관찰을 모았으며, 1796년 5월 14일에 제1회의 종두(種痘)를 그 지방 소년에게 행하여 성공을 거두었다. 1798년까지 23번의 실험을 실시하여 그 결과를 왕립 협회에 보고했다. 그리고 제너는 자신의 논문을 개인적으로 ‘천연두 백신의 원인과 결과 에 대한 연구’라는 제목으로 발표했다. 그의 진가가 인정되기까지는 시간이 걸렸다. 제너는 라틴어로 암소를 바카(vacca)라고 하는데 이 단어로부터 백신(vaccine)과 백신 접종이란 용어를 만들었다. 1803년, 런던에서 백신 접종을 촉진하기 위해 왕립 제너 협회가 설립되었다. 제너는 이 실험을 계속하여 마침내 프랑스에서 받아들이게 되어 전 세계로 퍼졌다.
우두법은 유럽 각지, 그리고 이어서 미국 등지에서 인정되어, 1800년까지 6000명 가량의 사람이 접종했다. 정부는 제너의 연구를 원조하기 위하여 1802년과 1807년의 2회에 걸쳐서 도합 3만 파운드의 조성금을 내놓았다. 런던 명예시민으로 추대된 그는 1814년에 생애 최후의 런던 방문을 하였으며, 1823년 1월 26일 뇌졸중으로 고향 마을에서 사망했다. 천연두는 그로부터 200여년 후 지구상에서 완전히 사라졌다.

## 같이 보기
- 과학사
- 천연두
- 종두
- 지석영